# Balaka longirostris
Balaka longirostris är en enhjärtbladig växtart som beskrevs av Odoardo Beccari. Balaka longirostris ingår i släktet Balaka och familjen Arecaceae. IUCN kategoriserar arten globalt som livskraftig. Inga underarter finns listade i Catalogue of Life.